# 磯禅師
磯禅師（いそのぜんじ、生没年不詳）は、平安時代末期の女性。白拍子。静御前の母。礒野禅尼とも。

## 生涯
出身地は大和国磯野（現在の奈良県大和高田市礒野）とも讃岐国小磯（現在の香川県東かがわ市小磯）ともいわれる。自身も白拍子であり、『貴嶺問答』によると京の貴族の屋敷に白拍子の派遣などを行っていた。
鳥羽天皇の世に、藤原通憲（信西）がすぐれた曲を選んで、磯禅師に白い水干に鞘巻をさし、烏帽子の男装で舞わせたのが白拍子の始まりと『徒然草』にある。静御前に白拍子を伝えたという（ただし、『徒然草』は磯禅師や静御前が生きた時代の150年ほど後に書かれたものなので信憑性はない）。
娘の静は源義経に愛され妾となる。文治元年（1185年）、義経が兄の頼朝と対立して京を落ちると静は捕らえられ、翌文治2年（1186年）3月に磯禅師と静の母子は鎌倉へ送られる。宿所に鎌倉の御家人たちが勝手に押しかけて宴会を催した時、磯禅師は舞を披露している。
静は鎌倉で義経の子を産むが、男子であったため頼朝が殺害を命じる。静は泣き喚いて離さなかったが、磯禅師が子を取り上げて安達清常に渡し、子は由比ヶ浜に遺棄された。
その後、磯禅師と静は北条政子と大姫に多くの重宝を与えられ、京に帰された。奈良県大和高田市礒野は礒野禅尼の里といわれ、静はここに身を寄せたとも伝えられる。

## 関連作品
映画
- 静御前（1938年、新興キネマ） - 演：梅村蓉子（役名は磯の前）
- 新・平家物語 静と義経（1956年、大映） - 演：東山千栄子（役名は磯の禅尼）

テレビドラマ
- 草燃える（1979年、NHK大河ドラマ） - 演：佐々木すみ江
- 武蔵坊弁慶（1986年、NHK） - 演：岩本多代
- 源義経（1991年、日本テレビ） - 演：谷口香
- 義経（2005年、NHK大河ドラマ） - 演：床嶋佳子